# ブルーム (企業)
株式会社ブルーム（BLOOM CO,LTD.）は、東京都渋谷区に本社を置き、スポンジ素材の玩具「スクイーズ」の製造・販売などを手掛けている日本の企業。共和コーポレーションの100%子会社。
本稿では、共和コーポレーションの子会社である新社と、2021年9月30日まで事業を行っていた旧社をまとめて記述する。

## 概要

### 旧：株式会社ブルーム
1994年に玩具の卸売を目的として旧：株式会社ブルーム（以下初代法人）が設立。2000年代に「スクイーズ」を発売したところ、小中学生を中心にヒットし、2004年9月期には約14億6000万円の売上があった。初代法人は「スクイーズ」ブームが一巡した2011年頃に休眠状態に入っていたが、2015年頃に事業を再開した。
2019年3月に株式会社BLOCKが設立。BLOCKは同年8月1日付で初代法人を吸収合併し、商号を株式会社ブルーム（以下旧社）へ変更した。2代目法人への事業譲渡後は、原宿に直営店である「MOOOSH SQUISHY（モッシュスクイーシー）」を開業したり、インターネット販売にも力を入れていた。
しかし、初年度である2019年12月期において5億3734万円の赤字を計上。2020年12月期も、新型コロナウイルスによる営業時間短縮などにより売り上げが減少。このためブルーム（2代目法人）は、2021年6月24日に東京地方裁判所へ民事再生法適用を申請。同年6月30日に民事再生手続開始決定を受けた。負債総額は約28億4000万円。
旧社が行っていた事業は、2021年10月1日付で共和コーポレーションが設立した株式会社ブルーム（新社）へ譲渡された。旧社は2022年4月8日に株式会社ニッケルへ商号変更を実施した。ニッケルは民事再生手続を継続していたが、2022年10月13日に法人格が消滅した。

### 新：株式会社ブルーム
共和コーポレーションは2021年9月10日に、株式会社ブルーム（旧社）が手がけている事業を譲受する受け皿会社として、株式会社ブルーム（以下新社）を設立したことを発表したと同時に、旧社との間で事業を新社へ譲渡するする事を発表した。
新社は2021年10月1日付で旧社から事業を譲受した。新社は旧社の有利子負債は継承しない。新社設立当初は、本社は旧社と同じ小高ビルに、登記上の本店は共和コーポレーション東京支店と同じ新宿パークサイドビルにそれぞれ置かれていたが、共和コーポレーション東京支店の移転に伴い、2022年8月に野村不動産南新宿ビルへ移転している。共和コーポレーションは景品生産事業に進出したと同時に、旧社が行っていた事業は共和コーポレーション傘下の下で再建が図られることになる。

## 沿革

### 旧：株式会社ブルーム→株式会社ニッケル
- 2019年
  - 3月12日 - 株式会社BLOCKとして設立。
  - 8月1日 - 株式会社ブルーム（初代）を吸収合併。商号を株式会社ブルーム（2代）へ変更。
- 2021年
  - 6月24日 - 東京地方裁判所へ民事再生法適用を申請。
  - 6月30日 - 東京地方裁判所から民事再生手続開始決定を受ける。
  - 10月1日 - 共和コーポレーションが設立した株式会社ブルーム（新社）へ事業を譲渡して事業停止。
- 2022年
  - 4月8日 - 商号を株式会社ニッケルへ変更。
  - 10月13日 - 法人格消滅。

### 新：株式会社ブルーム
- 2021年
  - 9月10日 - 共和コーポレーションが株式会社ブルーム（旧社）の事業譲受する新会社として株式会社ブルーム（新社）を設立。同時に旧社との間で事業譲渡契約を締結。
  - 10月1日 - ブルーム（旧社）から事業を譲受し、事業を開始。